# قفل کشندی

قفل جزر و مدی در گردش ماه به دور زمین نمایش دست چپ: پی‌آمد چرخش ماه گرد محور خود و همزمانی آن با پیمودن مدارش به دور زمین (صرف نظر از تأثیر لیبراسیون رخ گردی) همیشگی ماندن یک سوی از ماه به سوی زمین است.
نمایش دست راست: نباید پنداشت که ماه به دور خود نمی‌چرخد. اگر ماه گردش محوری نداشت نمی‌توانست نیمهٔ پنهان خود را در همه جای زمین همواره از دید بینندگان پنهان نگاه دارد.

نمایش گردش هماهنگ جرم فرانپتونی پلوتو به دور یک نقطه خارج از خود در اثر قفل جزر و مدی دوجانبه (متقابل) با شارون

قفل کشندی (به انگلیسی: Tidal locking) یا قفل گرانشی (به انگلیسی: gravitational locking) زمانی پیش می‌آید که در اثر شیب نیروی کشندی، یک کره یا جرم آسمانی همیشه به سوی کره یا جرم آسمانی دیگری رو کرده باشد. آشناترین نمونهٔ این پدیده همبستگی جزر و مدی کنونی ماه نسبت به زمین است. چنین گردشی را گردش هماهنگ (به انگلیسی: synchronous rotation) می‌گویند. به بیان ساده تر پدیده‌ی قفل شدگی هنگامی روی می‌دهد که یک سیاره یا قمر به دلیل قرار گرفتن در فاصله نزدیک به منبع گرانشی خود – مانند سیاره بزرگتر یا ستاره مادر- چرخش وضعی و انتقالی کاملا مساوی پیدا می کندویک سمت سیاره یا قمر به سمت منبع گرانشی قفل می‌شود و طرف دیگر همیشه رو به فضا خواهد بود.
جرم آسمانی درگیر در این قفل برای هر بار گشتن به گرد محور خود ناچار به پیمودن یک دور کامل (در نمونهٔ نسبتی ۱ به ۱) گرداگرد سیاره یا جرم همتا دراین وابستگی است.
در منظومهٔ شمسی پدیدهٔ قفل جزر و مدی جریان نادری نیست. نشان داده شده که بسیاری از قمرهای مشتری، کیوان، اورانوس و نپتون هم در این وابستگی گرفتارند و گمان بر این است که بسیاری دیگر هم در رابطه با سیارهٔ مادر در شرایط قفل جزر و مدی باشند.
در آغاز بیشتر این جرم سبک‌تر است که گرفتار و ناچار به پیروی از جرم سنگین‌تر می‌شود. با گذشت زمان هر دو در این تنش به یک‌دیگر وابسته می‌شوند. نزدیکی بیشتر و تفاوت جرمی کمتر میان این دو، این زمان را کوتاه‌تر می‌کند و نیز؛ دوری بیشتر و تفاوت جرمی بالاتر، زمان کامل شدن این وابستگی را درازتر خواهد کرد.
اخترشناسان بر این باورند که ستاره‌های دوتایی نزدیک به هم نیز پدیدهٔ گردش هماهنگ را نسبت به یک‌دیگر تجربه می‌کنند.
قفل کشندی باعث می‌شود که در عطارد و زهره، طول روز از طول سال بیشتر باشد.

## وقوع

### قمر زمین

رخ‌گردی باعث تغییر در بخشی از سمت قابل مشاهده ماه از زمین می‌شود.

چرخش ماه و تناوب‌های مداری زمین به صورت جزر و مدی با یکدیگر قفل می‌شوند، بنابراین همیشه همان نیمکره ماه دیده می‌شود. سمت پنهان ماه نخستین بار در سال ۱۹۵۹ توسط کاوشگر لونا ۳ شوروی عکس‌برداری شد.
وقتی زمین از ماه رصد می‌شود، به نظر نمی‌رسد که زمین در آسمان حرکت کند. در همان مکان باقی می‌ماند در حالی که تقریباً تمام سطح خود را در حین چرخش بر محور خود نشان می‌دهد.
علیرغم اینکه دوره‌های چرخشی و مداری ماه دقیقاً قفل شده‌اند، ممکن است حدود ۵۹ درصد از سطح ماه با مشاهده‌های مکرر از زمین به دلیل پدیده‌های رخ‌گردی و اختلاف‌منظر مشاهده شود. رخ‌گردی در درجه اول به دلیل تغییر سرعت مداری ماه به دلیل خروج از مرکز مدار آن ایجاد می‌شود: این اجازه می‌دهد تا حدود ۶ درجه بیشتر در امتداد محیط آن از زمین دیده شود. اختلاف منظر یک اثر هندسی است: در سطح زمین، ناظران از خطی که از طریق مراکز زمین و ماه می‌گذرد، منحرف می‌شوند، این حدود °۱ اختلاف در سطح ماه است که می‌تواند در اطراف ماه هنگام مقایسه مشاهده‌های انجام شده در طول طلوع و غروب ماه دیده شود.در این وضعیت، یک نیمکره قمر همیشه در جهت گردش آن قرار دارد و نیمکره دیگر در خلاف جهت. اکثر قمرهای منظومه شمسی گردش رخ گرد دارند.کره ماه تنها جرم نجومی موجود در منظومه شمسی نیست که این اتفاق برایش می افتد. بلکه تمام اقمار بزرگ و اصلی سیاره های مشتری و زحل نیز همواره فقط یک روی خود را به مادرشان نشان می دهند

## مقیاس زمانی
با استفاده از فرمول زیر می‌توان تخمینی از زمان قفل شدن یک جسم به صورت جزر و مدی به‌دست‌آورد:
{\displaystyle t_{\text{lock}}\approx {\frac {\omega a^{6}IQ}{3Gm_{p}^{2}k_{2}R^{5}}}}
که:
- {\displaystyle \omega \,} نرخ چرخش اولیه است که بر حسب رادیان بر ثانیه بیان می‌شود،
- {\displaystyle a\,} نیم‌قطر بزرگ و نیم‌قطر کوچک حرکت قمر به دور سیاره است (با میانگین فاصله اوج و حضیض ارائه می‌شود)،
- {\displaystyle I\,} {\displaystyle \approx 0.4\;m_{s}R^{2}} گشتاور لختی قمر است که در آن {\displaystyle m_{s}} جرم قمر است و {\displaystyle R} شعاع متوسط قمر است،
- {\displaystyle Q\,} تابع اتلاف قمر است،
- {\displaystyle G\,} ثابت گرانش است،
- {\displaystyle m_{p}\,} جرم سیاره است (یعنی جسمی که به دور آن می‌چرخد) و
- {\displaystyle k_{2}\,} عدد عشق جزر و مدی قمر است.

{\displaystyle Q} و {\displaystyle k_{2}} به‌طور کلی بسیار ضعیف شناخته شده‌اند به جز ماه که {\displaystyle k_{2}Q=0.0011} دارد. برای یک تخمین تقریبی، معمولاً {\displaystyle Q\approx 100} در نظر گرفته می‌شود (شاید محافظه‌کارانه، زمان قفل شدن بیش از حد تخمین زده شود)، و
{\displaystyle k_{2}\approx {\frac {1.5}{1+{\frac {19\mu }{2\rho gR}}}},}
که:
- {\displaystyle \rho \,} چگالی قمر است
- {\displaystyle g\approx Gm_{s}/R^{2}} گرانش سطحی قمر است
- {\displaystyle \mu \,} سختی قمر است. این را می‌توان تقریباً ۳‎×۱۰۱۰ N·m−۲ برای اجرام سنگی و ۴‎×۱۰۹ N·m−۲ برای اجسام یخی در نظر گرفت.

حتی دانستن اندازه و چگالی قمر پارامترهای زیادی را باقی می‌گذارد که باید تخمین زده شوند (به ویژه ω ,Q و μ)، به طوری که انتظار می‌رود هر زمان قفل محاسبه‌شده به‌دست‌آمده، حتی تا فاکتورهای ده، نادرست باشد. علاوه بر این، در طول فاز قفل جزر و مد، محور نیمه اصلی {\displaystyle a} ممکن است به‌طور قابل توجهی با آنچه امروزه مشاهده می‌شود به دلیل شتاب جزر و مدی بعدی متفاوت باشد، و زمان قفل شدن به این مقدار بسیار حساس است.
از آنجایی که عدم قطعیت بسیار زیاد است، فرمول‌های فوق را می‌توان ساده‌تر کرد تا فرمول کمی دست و پاگیر به دست آورد. با فرض کروی بودن قمر، {\displaystyle k_{2}\ll 1\,,Q=100}، و حدس زدن یک دور در هر ۱۲ ساعت در حالت غیرقفلی اولیه معقول است (اکثر سیارک‌ها دوره‌های چرخشی بین حدود ۲ ساعت تا حدود ۲ روز دارند)
{\displaystyle t_{\text{lock}}\approx 6\ {\frac {a^{6}R\mu }{m_{s}m_{p}^{2}}}\times 10^{10}\ {\text{years}},}
با جرم بر حسب کیلوگرم، فواصل بر حسب متر و {\displaystyle \mu } بر حسب نیوتن بر متر مربع. {\displaystyle \mu } را می‌توان تقریباً ۴‎×۱۰۱۰ N·m−۲ برای اجرام سنگی و ۴‎×۱۰۹ N·m−۲ برای اجسام یخی در نظر گرفت.
وابستگی بسیار شدیدی به محور نیمه اصلی وجود دارد {\displaystyle a}.
برای قفل کردن یک جسم اولیه به قمر خود، مانند مورد پلوتون، پارامترهای قمر و بدنه اولیه را می‌توان با هم عوض کرد.
یک نتیجه این است که با وجود برابری چیزهای دیگر (مانند {\displaystyle Q} و {\displaystyle \mu })، یک ماه بزرگ سریعتر از یک ماه کوچکتر در همان فاصله مداری از سیاره قفل می‌شود زیرا {\displaystyle m_{s}\,} به اندازه مکعب شعاع قمر {\displaystyle R} رشد می‌کند. نمونه احتمالی آن در منظومه زحل است، جایی که هایپریون به صورت جزر و مدی قفل نیست، در حالی که یاپتوس بزرگتر که در فاصله دورتری می‌چرخد، قفل است. با این حال، این واضح نیست زیرا هایپریون همچنین حرکت قوی از تیتان مجاور را تجربه می‌کند، که چرخش آن را مجبور به هرج و مرج می‌کند.
فرمول‌های بالا برای مقیاس زمانی قفل ممکن است با دستورهای بزرگی خاموش باشند، زیرا وابستگی فرکانس {\displaystyle k_{2}/Q} را نادیده می‌گیرند. مهم‌تر از آن، آنها ممکن است برای باینری‌های چسبناک (ستاره‌های دوتایی، یا سیارک‌های دوتایی که قلوه سنگ هستند) قابل استفاده نباشند، زیرا دینامیک چرخش مدار چنین اجسامی عمدتاً با گران‌روی آنها تعریف می‌شود، نه سفتی.

## پلوتو و تاو گاوران
نمونهٔ نادر این پدیده در منظومهٔ شمسی، گردش هماهنگ جرم فرانپتونی پلوتو سیارهٔ پیشین و یکی از بزرگ‌ترین اعضای شناخته شدهٔ کمربند کویپر امروز با ماه بزرگش شارون است. این دو به شکل دوجانبه رو در روی هم قفل جزر و مدی را تجربه می‌کنند.فضانوردان نام این واقعه را که به دلیل مبادلات و بر هم کنش های گرانشی و جاذبه ای میان اجرام مختلف نجومی رخ می دهد  قفل یا انسداد گرانشی گذاشته اند
وارونهٔ این پدیده هم در بیرون از منظومهٔ شمسی دیده شده که می‌تواند نادر باشد. ستارهٔ تاو گاوران و سیارهٔ غول پیکرش در صورت فلکی گاوران در فاصلهٔ ۵۰ سال نوری از منظومهٔ شمسی جا دارند. این سیاره توانسته ستاره‌اش را در قفل جزر و مدی خود گرفتار و ناچار گرداند که همیشه رو در روی این سیاره - پیرو گردش هر ۳٫۳ روز آن سیاره باشد. این نخستین مورد در نوع خود بوده و با بهره‌وری از گزینهٔ تلسکوپی نوسانات میکروسکوپی ستارگان یا تلسکوپ موست MOST به بودن و چگونگی رفتارش پی برده شده‌است.